# Tadeusz Woś
Tadeusz Woś (ur. 1946) – polski prawnik, profesor nauk prawnych (1992), w latach 2002–2005 dziekan Wydziału Prawa i Administracji Uniwersytetu Jagiellońskiego w Krakowie, specjalista z zakresu prawa i postępowania administracyjnego. Do 2016 r. kierownik Katedry Postępowania Administracyjnego na Wydziale Prawa i Administracji UJ. 
Sędzia Naczelnego Sądu Administracyjnego, autor ponad stu publikacji z zakresu postępowania administracyjnego, w tym komentarzy do postępowania administracyjnego i postępowania przed sądami administracyjnymi.
Został członkiem rady programowej czasopisma Przegląd Prawa Publicznego'.